# Jeremy Dodson
Jeremy Raponi Dodson (New York, 30 agosto 1987) è un velocista statunitense naturalizzato samoano.

## Biografia
Figlio di un genitore statunitense e di una madre samoana, Dodson si dedica all'atletica sin da piccolo. Compete con la nazionale del paese natale ai Giochi panamericani del 2011 e fino ai Giochi olimpici di Rio de Janeiro 2016. L'anno seguente decide di adottare internazionalmente i colori di Samoa con cui compete nelle maggior competizioni continentali e internazionali.

## Palmarès
| Anno                                | Manifestazione          | Sede           | Evento      | Risultato  | Prestazione | Note |
| ----------------------------------- | ----------------------- | -------------- | ----------- | ---------- | ----------- | ---- |
| In rappresentanza degli Stati Uniti |                         |                |             |            |             |      |
| 2011                                | Mondiali                | Taegu          | 200 m piani | Batteria   | 20"92       |      |
| 2011                                | Giochi panamericani     | Guadalajara    | 4×100 m     | Bronzo     | 39"17       |      |
| 2011                                | Giochi panamericani     | Guadalajara    | 4×400 m     | Batteria   | 3'07"57     |      |
| 2015                                | Mondiali                | Pechino        | 200 m piani | Semifinale | 20"53       |      |
| 2016                                | Mondiali indoor         | Portland       | 60 m piani  | Batteria   | 6"76        |      |
| 2016                                | Giochi olimpici         | Rio de Janeiro | 200 m piani | Batteria   | 20"51       |      |
| In rappresentanza di Samoa          |                         |                |             |            |             |      |
| 2017                                | Mondiali                | Londra         | 100 m piani | Batteria   | 10"52       |      |
| 2017                                | Mondiali                | Londra         | 200 m piani | Batteria   | 20"81       |      |
| 2017                                | Campionati oceaniani    | Suva           | 100 m piani | Oro        | 10"86       |      |
| 2017                                | Campionati oceaniani    | Suva           | 200 m piani | Oro        | 20"80       |      |
| 2017                                | Giochi asiatici indoor  | Aşgabat        | 60 m piani  | Batteria   | 6"86        |      |
| 2018                                | Giochi del Commonwealth | Gold Coast     | 100 m piani | Batteria   | 15"47       |      |
| 2018                                | Giochi del Commonwealth | Gold Coast     | 200 m piani | Batteria   | dnf         |      |
| 2019                                | Campionati oceaniani    | Townsville     | 100 m piani | 7º         | 11"09       |      |
| 2019                                | Campionati oceaniani    | Townsville     | 200 m piani | Oro        | 21"11       |      |
| 2019                                | Giochi del Pacifico     | Apia           | 100 m piani | Argento    | 10"48       |      |
| 2019                                | Giochi del Pacifico     | Apia           | 200 m piani | Argento    | 20"91       |      |
| 2019                                | Giochi del Pacifico     | Apia           | 4×100 m     | Argento    | 40"26       |      |
| 2019                                | Mondiali                | Doha           | 200 m piani | Batteria   | 20"60       |      |
| 2022                                | Giochi del Commonwealth | Birmingham     | 200 m piani | Batteria   | 21"46       |      |
| 2022                                | Giochi del Commonwealth | Birmingham     | 4x100 m     | Batteria   | 40"60       |      |